# Stadion Střelecký ostrov
El Stadion Střelecký ostrov también nombrado Stadion na Střeleckém Ostrově, es un estadio de fútbol situado en la ciudad de České Budějovice en la región de Bohemia del Sur, República Checa. El estadio fue inaugurado en 1940 y posee actualmente una capacidad para 6700 personas sentadas, es propiedad del club SK Dynamo České Budějovice que disputa actualmente la Liga Checa de Fútbol.
El estadio inaugurado en 1940 fue sometido a una completa renovación entre 2003 y 2006 en varias etapas, se le instaló iluminación artificial y se le dotó de butacas individuales y techo cubierto en la totalidad de sus tres graderías, posee césped natural y calefacción artificial para la cancha.
De 2003 a 2009, la empresa alemana del sector energético E.ON compró los derechos de nombre del estadio, llamándose E.ON Stadion.
El 29 de marzo de 2011 albergó por única vez a la Selección de fútbol de la República Checa contra Liechtenstein, en partido válido por la Clasificación para la Eurocopa 2012, con victoria del local por 2-0.

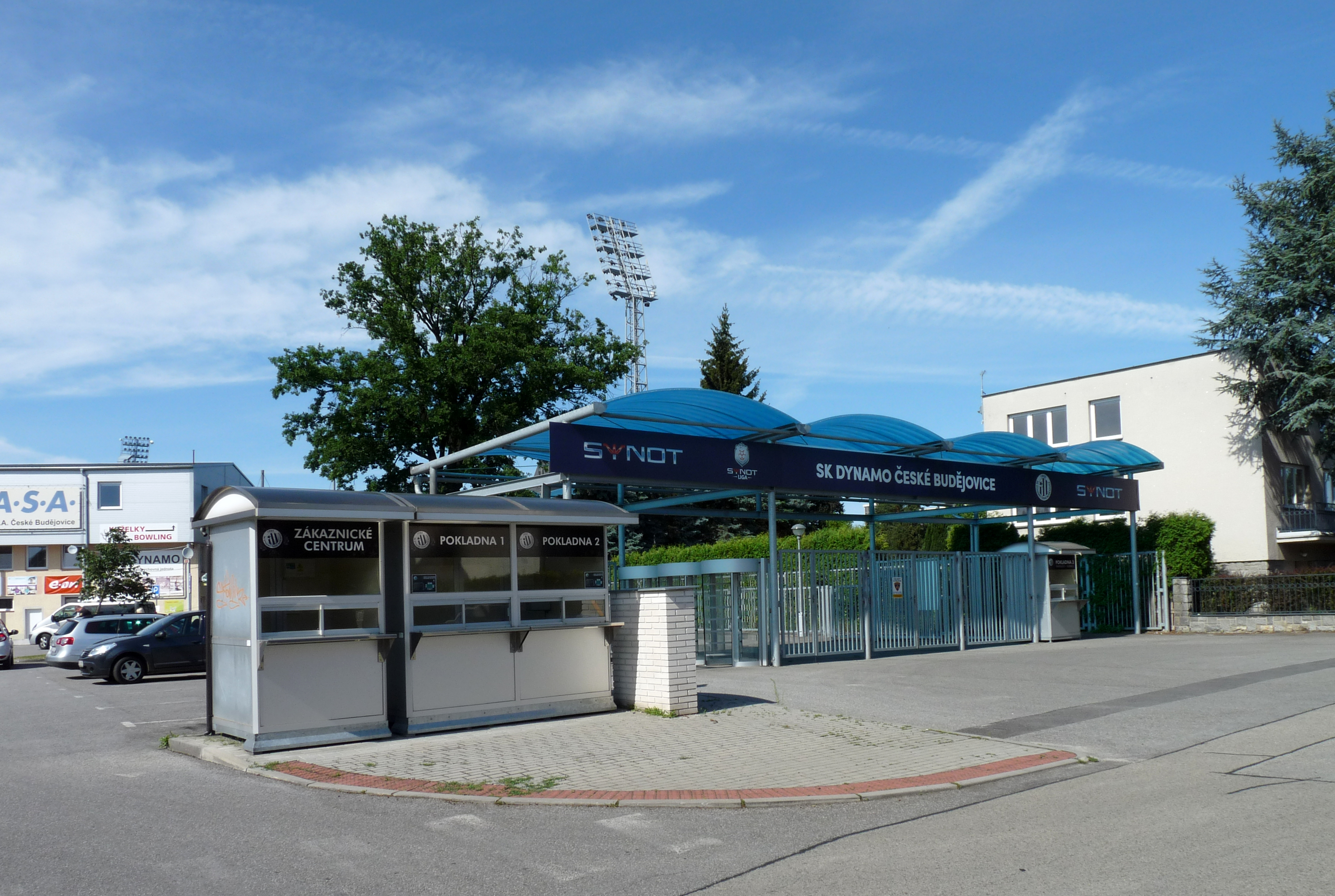